# Ермаченков, Иван Январович
Иван Январович Ермаченков (7 января 1919, дер. Старая Сушня, Смоленская губерния — 19 сентября 1992, Смоленская область) — советский военнослужащий, участник Великой Отечественной войны, полный кавалер ордена Славы, помощник командира сапёрного взвода 1109-го стрелкового полка, 330-й стрелковой дивизии, сержант — на момент представления к награждению орденом Славы 1-й степени.

## Биография
Родился 7 января 1919 года в деревне Старая Сушня (на территории современного Рославльского района Смоленской области) в крестьянской семье. Окончил 4 класса, работал в колхозе.
В октябре 1939 году призван в Красную Армию. С первых дней Великой Отечественной войны участвовал в боях с захватчиками. В сентябре 1941 года попал в окружение и плен. Бежал, вернулся в свою деревню.
В мае 1942 года был мобилизован в партизанский отряд «За Родину.». В июне дезертировал из отряда, вернулся домой и поступил на службу в полицию. До сентября 1943 года нес службу в Дубровской волостной полиции. Нес охранную службу в соседнем селе Ивановское, участвовал в обысках, выгонял жителей на работы.
В сентябре 1943 года вновь призван в армию Рославльским райвоенкоматом. С ноября 1943 года участвовал в боях с захватчиками в составе 1109-го стрелкового полка 330-й стрелковой дивизии. В составе этой части прошел до конца войны. Воевал на Западном, Белорусском и 2-м Белорусском фронтах.
24 декабря 1943 года в районе деревни Голочево красноармеец Ермаченков И. Я. под огнём противника проделал два прохода в проволочных заграждениях, вместе с пехотой участвовал в штурме траншей. За это бой награждён медалью «За отвагу».
В июне 1944 года в составе своей части участвовал в Могилевской наступательной операции.
В ночь на 22 июня 1944 года в районе деревни Буглаево красноармеец Ермаченков И. Я., участвуя в разведке боем, под огнём противника переправился через реку Проня. Проделал два прохода в минных полях, снял 30 мин. Первым ворвался в траншеи противника и забросал их гранатами, своими действиями обеспечил переправу стрелковых подразделений. Был тяжело ранен.
Приказом по частям 330-й стрелковой дивизии от 19 июля 1944 года красноармеец Ермаченков Иван Январович награждён орденом Славы 3-й степени.
После госпиталя вернулся в свою часть. Принимал участие в боях за освобождение Белоруссии и Польши. Стал сержантом, командиром саперного отделения.
26-27 августа 1944 года при форсировании реки Нарев в районе местечка Визна сержант Ермаченков И. Я. под огнём противника первым переправился к берегу, занятому врагом. Увлекая за собой бойцов высадился на заминированный берег, лично снял 50 противопехотных мин. Был ранен, но не покинул поле боя, лично руководил наведением переправы.
Приказом по войскам 50-й армии от 4 января 1945 года сержант Ермаченков Иван Январович награждён орденом Славы 2-й степени.
В период с 8 февраля по 31 марта 1945 года, в ходе Восточно-Померанской операции, при частой передислокации полка сержант Ермаченков И. Я. руководил постройкой 13 наблюдательных пунктов, трёх мостов и нескольких переправ. В тяжелых условиях, часто под огнём противника, его отделение всегда выполняло работы в срок. В ходе боёв участвовал в отражении контратак противника, расчищал пути наступающим войскам, снял несколько десятков мин. В рядах стрелковых подразделений участвовал в уличных боях за город Данциг и при выходе на побережье Балтийского моря. Был представлен к награждению орденом Отечественной войны 2-й степени, командиром дивизии статус награды был изменён.
Указом Президиума Верховного Совета СССР от 29 июня 1945 года сержант Ермаченков Иван Январович награждён орденом Славы 1-й степени. Стал полным кавалером ордена Славы. Последний орден остался невручённым.
После Победы был демобилизован. Вернулся на родину.
В сентябре 1949 года был арестован. 18 февраля 1950 года осужден трибуналом Смоленского гарнизона по статье ст. 58-1 «б» УК РСФСР. Трибунал посчитал, что участием в боях и ранениями частично искупил свою вину, и приговорил к 15 годам лишения свободы. Было возбуждено ходатайство о лишении наград.
Указом Президиума Верховного Совета СССР от 4 ноября 1949 года Ермаченков Иван Январович лишен орденов Славы 2-й и 3-й степеней и медали «За отвагу».
Был награждён орденами Славы 1-й, 2-й и 3-й степеней, медалью «За отвагу».
После освобождения вернулся в родные места. Работал кузнецом в совхозе «Ивановский».
Умер 16 сентября 1992 года. Похоронен на кладбище в поселке Ивановское Рославльского района Смоленской области.